# Seppo Suvanto
Seppo Suvanto, född 22 september 1918 i Toijala, död 20 december 2008 på samma ort, var en finsk historiker. Han var elev till Jalmari Jaakkola.
Suvanto har framhållit att det var nya jordbruksredskap som gjorde det möjligt för den medeltida bonden att uppodla lerorna i sydöstra Tavastland. Han har även undersökt erämarkerna och de långa jaktfärdernas betydelse i Tavastland och övre Satakunta. Suvanto hävdade att den finske bonden hade en rätt stabil position på 1300-talet. De skatter och avgifter som betungade honom kan enligt Suvanto inte anses ha varit ett exploateringssystem, eftersom både kyrkan och staten var nyttiga institutioner för bonden, vilka garanterade fred och trygghet.
Suvanto utnämndes till docent i medeltidshistoria vid Tammerfors universitet 1964 och tilldelades professors namn 1977. År 1978 kallades han till ledamot av Finska Vetenskapsakademien.